# Eduardo Belza
Eduardo Belza Franco (nacido el 5 de septiembre de 1956 en Montevideo, Uruguay) es un exfutbolista uruguayo. Jugaba de guardameta y su primer club fue Atlético de Madrid.

## Trayectoria
Nacido en Uruguay, comenzó su carrera en España en el año 1980 jugando para Atlético de Madrid. Jugó para ese club hasta 1981. En ese año se pasó al Atlético Madrileño. Jugó para ese club hasta 1984. En ese año se fue a Paraguay para integrarse a las filas del Cerro Porteño. En 1985, después de su estadía por España y Paraguay, regresó a Uruguay para sumarse al Nacional, en donde jugó hasta 1986. 
Ese año regresó a España para integrarse al Rayo Vallecano. A mitad de ese año se pasó al RCD Mallorca. Se quedó en el equipo hasta 1988. En ese año se fue al CD Tenerife. Jugó para ese equipo hasta 1990. En ese año se pasó al UD Las Palmas, en donde finalmente se retiró en el año 1992.

## Clubes
| Club               | País    | Año       |
| ------------------ | ------- | --------- |
| Atlético de Madrid | España  | 1980-1981 |
| Atlético Madrileño | España  | 1981-1984 |
| Cerro              | Uruguay | 1984-1985 |
| Nacional           | Uruguay | 1985-1986 |
| Rayo Vallecano     | España  | 1986      |
| R. C. D. Mallorca  | España  | 1986-1988 |
| C. D. Tenerife     | España  | 1988-1990 |
| U. D. Las Palmas   | España  | 1990-1992 |